# 愛、チュセヨ
「愛、チュセヨ」（あい チュセヨ）は、日本の女性アイドルグループ、SDN48の楽曲。楽曲は秋元康により作詞、Elizabethにより作曲されている。2011年4月6日にSDN48のメジャー2作目のシングルとしてユニバーサルミュージックから発売された。当初は2011年3月23日に発売予定であったが、東日本大震災の影響で4月6日に延期された。
前作に引き続き、韓国でも発売された。しかし、今度は配信だけの発売でCD発売は実現されなかった。作曲者の「Elizabeth」は、釜山外国語大学校英日中大学ビジネス日本語科に在籍する現役の学生、シン・ヨンソプのペンネーム。
楽曲のシングル盤は「通常盤A」、「通常盤B」、「劇場盤」の3形態によって発売されている。キャッチコピーは、「日本語では、あなたに言えないから、『愛、チュセヨ』」。「チュセヨ」（주세요）は韓国語で「ください」。日本語で直訳すると「愛、ください」となる。
表題曲「愛、チュセヨ」の選抜12名およびアンダーガールズのメンバーは、2011年1月下旬、AKB48劇場にて同支配人・戸賀崎智信より発表された。
前作「GAGAGA」と同じく、2種類の通常盤と劇場盤が同時に発売。通常盤と劇場盤は、それぞれジャケットおよび収録内容が異なる。DVDには特典として、「愛、チュセヨ」の選抜メンバー発表ドキュメント映像が、通常盤Aで、前作「GAGAGA」の韓国プロモーションドキュメント映像が収録されている。
Type Bに収録されている「愛よ 動かないで」は、西国原礼子のソロ曲である。ちなみに、SDN48名義のシングルに、メンバーのソロ曲が収録されるのは、今作が初の試みとなる。Type Aに収録されている「淡路島のタマネギ」のMusic Clipにはメンバー以外に、AKB48劇場支配人（当時）・戸賀崎智信や同劇場スタッフ、広報担当のサルオバサン（西山恭子）、衣装部の茅野しのぶ、PV監督やプロデューサー、ユニバーサルミュージックの役員やマネージャーなどが出演している。同曲の振り付けはMAXのNanaが担当した。

## シングル収録トラック

### 通常盤A
| #  | タイトル                                             | 作詞   | 作曲      | 編曲        | 時間 |
| -- | ---------------------------------------------------- | ------ | --------- | ----------- | ---- |
| 1. | 「愛、チュセヨ」                                     | 秋元康 | Elizabeth | Elizabeth   | 4:38 |
| 2. | 「天国のドアは3回目のベルで開く」(アンダーガールズA) | 秋元康 | SQR       | SQR、j.hull | 3:40 |
| 3. | 「淡路島のタマネギ」(アンダーガールズB)              | 秋元康 | YUMA      | 原田ナオ    | 4:28 |
| 4. | 「愛、チュセヨ (off vocal ver.)」                    |        |           |             |      |
| 5. | 「天国のドアは3回目のベルで開く (off vocal ver.)」   |        |           |             |      |
| 6. | 「淡路島のタマネギ (off vocal ver.)」                |        |           |             |      |

| #  | タイトル                          | 作詞 | 作曲・編曲 |
| -- | --------------------------------- | ---- | ---------- |
| 1. | 「愛、チュセヨ」                  |      |            |
| 2. | 「天国のドアは3回目のベルで開く」 |      |            |
| 3. | 「淡路島のタマネギ」              |      |            |

### 通常盤B
| #  | タイトル                                             | 作詞   | 作曲         | 編曲         | 時間 |
| -- | ---------------------------------------------------- | ------ | ------------ | ------------ | ---- |
| 1. | 「愛、チュセヨ」                                     | 秋元康 | Elizabeth    | Elizabeth    |      |
| 2. | 「天国のドアは3回目のベルで開く」(アンダーガールズA) | 秋元康 | SQR          | SQR、j.hull  |      |
| 3. | 「愛よ 動かないで」(レイチェル)                      | 秋元康 | イ・ヒョンド | イ・ヒョンド | 3:56 |
| 4. | 「愛、チュセヨ (off vocal ver.)」                    |        |              |              |      |
| 5. | 「天国のドアは3回目のベルで開く (off vocal ver.)」   |        |              |              |      |
| 6. | 「愛よ 動かないで (off vocal ver.)」                 |        |              |              |      |

| #  | タイトル                          | 作詞 | 作曲・編曲 |
| -- | --------------------------------- | ---- | ---------- |
| 1. | 「愛、チュセヨ」                  |      |            |
| 2. | 「天国のドアは3回目のベルで開く」 |      |            |
| 3. | 「愛よ 動かないで」               |      |            |

### 劇場盤
| #  | タイトル                                             | 作詞   | 作曲         | 編曲         |
| -- | ---------------------------------------------------- | ------ | ------------ | ------------ |
| 1. | 「愛、チュセヨ」                                     | 秋元康 | Elizabeth    | Elizabeth    |
| 2. | 「天国のドアは3回目のベルで開く」(アンダーガールズA) | 秋元康 | SQR          | SQR、j.hull  |
| 3. | 「淡路島のタマネギ」(アンダーガールズB)              | 秋元康 | YUMA         | 原田ナオ     |
| 4. | 「愛よ 動かないで」(レイチェル)                      | 秋元康 | イ・ヒョンド | イ・ヒョンド |

## 選抜メンバー
| - 相川友希 - 梅田悠 - 加藤雅美 - 河内麻沙美 | - 小原春香 - 近藤さや香 - 佐藤由加理 - 芹那 | - たかはしゆい - 谷咲伴美 - 福田朱子 - 藤社優美 |